# Fährwall 6 (Stralsund)

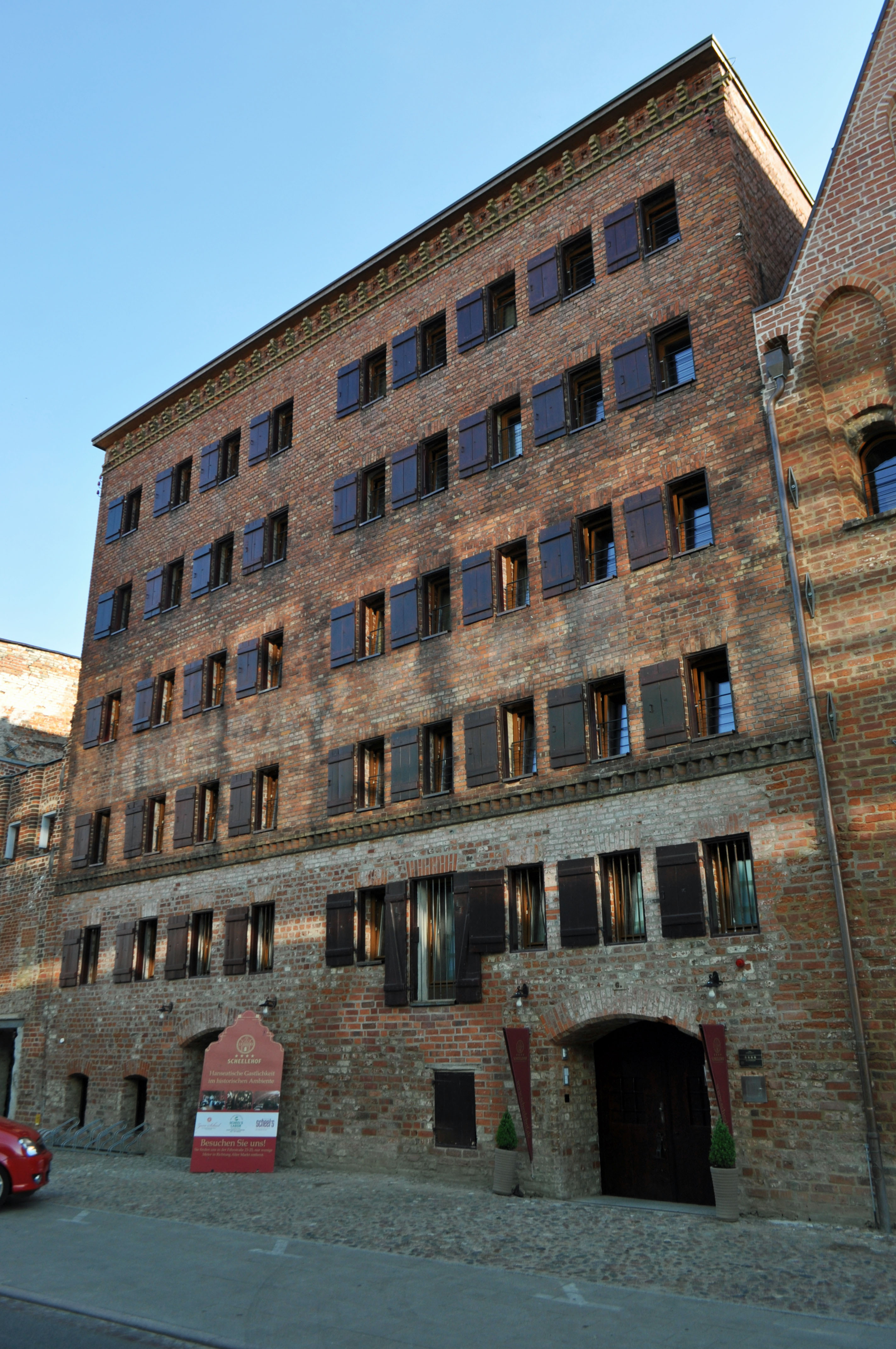
Das Haus Fährwall 6 in Stralsund (2013)

Das Haus mit der postalischen Adresse Fährwall 6 ist ein denkmalgeschütztes Gebäude in der Hansestadt Stralsund am Fährwall.
Das sechsgeschossige, neunachsige Haus wurde im dritten Viertel des 19. Jahrhunderts errichtet. Es wurde zunächst als Speicher genutzt.
Die Fassade ist in Backstein ausgeführt und weist ein abschließendes Ziergesims auf, auch über dem ersten Obergeschoss verläuft ein Deutsches Band gestalteter Fries. Seit einer umfangreichen Sanierung in den Jahren 2012 und 2013 dient das Gebäude zusammen mit den Häusern Fährwall 5, Fährstraße 25 und dem Gebäudekomplex Fährstraße 23/24 als Hotel.
Das Haus liegt im Kerngebiet des von der UNESCO als Weltkulturerbe anerkannten Stadtgebietes des Kulturgutes „Historische Altstädte Stralsund und Wismar“. In die Liste der Baudenkmale in Stralsund ist es mit der Nummer 186 eingetragen.